# Kathemeral
kathemeral bezeichnet ein zeitliches Aktivitätsmuster von Tieren in Bezug auf den circadianen Rhythmus von Tag- und Nachtstunden. Kathemerale Arten sind weder tagaktiv (diurnal) noch nachtaktiv (nokturnal), noch bevorzugen sie die Dämmerungsstunden. Sie zeigen vielmehr bestimmte, klar umrissene Aktivitätsperioden sowohl in Tages- wie auch Nachtstunden gleichermaßen. Die Tiere können also zu allen Tages- und Nachtzeiten aktiv sein. Als kathemeral bezeichnete Aktivitätsrhythmen kommen vor allem bei der Säugetierordnung der Primaten vor. Der Ausdruck – zusammengesetzt aus den altgriechischen Bestandteilen ἡμέρα hemera, einem Ausdruck für ‚Tag‘, und der Vorsilbe κατά kata in der Bedeutung von ‚neben‘ – wurde 1987 durch den Primatologen Ian Tattersall eingeführt. Das Substantiv dazu (Kathemeralität) wird im Deutschen im Gegensatz zum Englischen (cathemerality) seltener gebraucht.

## Auftreten
Tatersall beobachtete zuerst an der Lemurenart Brauner Maki (Eulemur fulvus), dass die Tiere Aktivitätsperioden unterschiedlicher Länge zeigten, die häufig in den Dämmerungsstunden lagen, aber auch mitten in den Tag- oder Nachtstunden liegen konnten. So waren innerhalb einer 48-Stunden-Periode ununterbrochener Beobachtung im Freiland dieselben Tiere teils in den Mittagsstunden, teils um Mitternacht aktiv. Dieses Aktivitätsmuster war früheren Beobachtern meist entgangen, weil die Durchführung dieser Beobachtungen äußerst schwierig ist. Später wurden vergleichbare Aktivitätsmuster auch bei anderen Primatenarten festgestellt, darunter neben zahlreichen Arten der Großen Makis (Eulemur) beim Katta (Lemur catta), bei Bambuslemuren (Hapalemur) und Großen Bambuslemuren (Prolemur simus), außerdem bei den zu den Neuweltaffen gehörenden Nachtaffen (Aotus). Kathemerales Verhalten gilt als typisch für Primaten. Es wurde sogar die Theorie aufgestellt, es wäre in dieser Gruppe das ursprüngliche Aktivitätsmuster, aus dem sich die andern evolutiv entwickelt hätten.
Als Gründe für kathemerales Verhalten wurden Vermeidung von Räubern, Verminderung von Konkurrenz, Vorteile bei der Temperatursteuerung (Thermoregulation) und der Futterverwertung wahrscheinlich gemacht. Die Theorie, dass vor allem Gründe des Stoffwechsels (der Zwang, schwer verdauliche Pflanzennahrung möglichst gleichmäßig über den 24-Stunden-Zyklus zuzuführen) verantwortlich wären, wurde aber in Zweifel gezogen.
Bei Säugetieren außerhalb der Primaten wird kathemerales Verhalten selten beschrieben, tritt aber möglicherweise doch öfter auf und wurde bisher ignoriert oder übersehen. Die meisten Forscher gehen aber davon aus, dass es spezifisch für die Primaten sei.